# طاهباز
طاهباز یک نام خانوادگی است. افراد سرشناس با این نام از این قرارند:
- آرش طاهباز (متولد ۱۳۷۹)، استاد بین‌المللی شطرنج اهل ایران
- سیروس طاهباز (۱۳۱۸–۱۳۷۷)، نویسنده و مترجم ایرانی
- قاسم طاهباز (زادهٔ ۱۲۹۵)، سیاستمدار ایرانی